# Между двумя женщинами
«Между женщинами» (англ. Between Two Women) — телефильм. Экранизация произведения Гиллиан Мартина. Фильм удостоен премии «Эмми».

## Описание сюжета
История рассказывает о меняющихся отношениях между двумя женщинами, матерью и её невесткой, в течение 14 лет. Первая из них — доминирующая, праведница и бывшая оперная звезда, которая отчуждает своего сына, эгоцентричного художника. Его жена — яркая школьная учительница, у которой проблемы с одним из них. Фильм показывает первую встречу двух женщин перед свадьбой и дальнейшее развитие событий во времени, когда свекровь вмешивается в отношения пары, пытаясь их разлучить. Тем не менее, спустя 14 лет после первой встречи, когда мать становится беспомощной после инсульта, невестка помогает и придаёт ей бодрости, чтобы та смогла выжить. Фильм рассказывает о бессмысленно потерянном времени, что присутствует во многих человеческих взаимоотношениях.

## В ролях
- Фэрра Фосетт — Вэл Петертон
- Коллин Дьюхёрст — Барбара Петертон
- Майкл Нури — Гарри Петертон
- Бриджит Андерсен — Кейт Петертон
- Дэнни Коркилл — Сэнди Петертон
- Стивен Хилл — Тедди Петертон
- Терри О’Куинн — доктор Уоллас
- Кеннет Дэнзигер — Чарльз
- Кармен Ардженциано — Роберт Уокер
- Джейн Аткинсон
- Лора Стейли
- Анжелика Андерсен — молодая Кейт
- Александра Борри
- Фредди Доусон
- Джеффри Ламперт
- Бронсон Пиншо — фотограф
- Синтия Леа Кларк — медсестра
- Фран Беннетт — ночная медсестра
- Брендон Колл